# Patriziat (Alte Eidgenossenschaft)

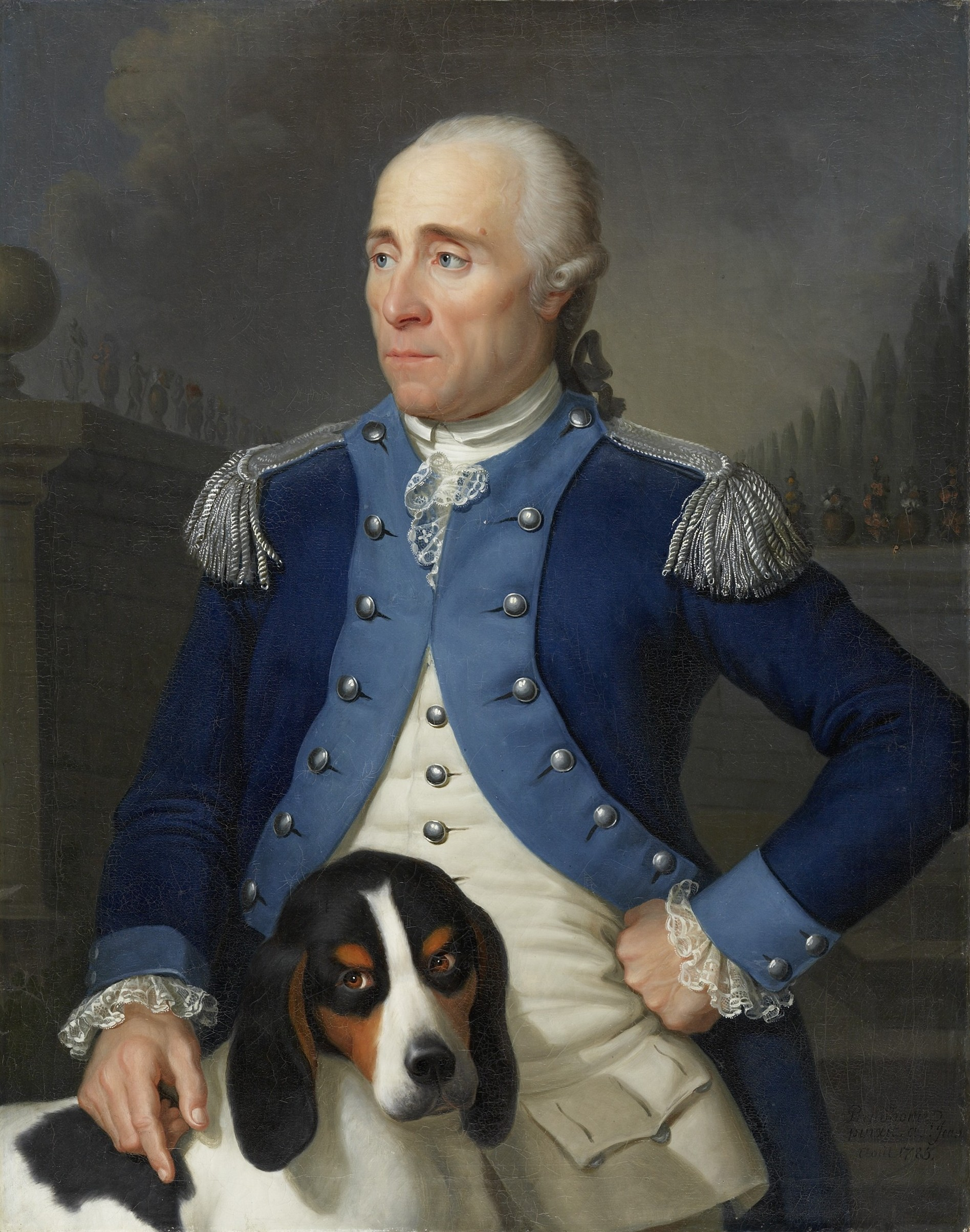
Der Berner Patrizier Franz Rudolf Frisching in der Uniform eines Obersten der Berner Jäger mit seinem Berner Laufhund, gemalt von Jean Preudhomme, 1785

Als Patrizier wurden in der Alten Eidgenossenschaft die Familien bezeichnet, die im Ancien Régime in mehreren Stadtkantonen (explizit in Bern, Freiburg, Luzern, Genf, Solothurn und Zürich) die politische Macht monopolisierten.

## Geschichte
Die im 13. bis 15. Jahrhundert emanzipierten freien Reichsstädte wurden anfangs relativ demokratisch von ihren Bürgern und Zünften verwaltet. In mehreren Städten wurden die politischen Ämter jedoch bald auf eine Gruppe von reichen und alteingesessenen Familien begrenzt. Diese spätmittelalterliche Oberschicht setzte sich zusammen aus reich gewordenen Kaufmannsfamilien mit oder ohne Adelsbrief, aus bürgerlichen Notabeln und zuweilen stadtsässig gewordenem Landadel und stellte die Mitglieder einer Versammlung von 100 bis 200 Personen, aus deren Mitte die Regierung gebildet wurde. Diese Patrizier erwarben häufig Landsitze oder Grundherrschaften mit eigener Gerichtsbarkeit, erbauten sich Schlösser und führten eine aristokratische Lebensform. In den Städten bildeten sie den alles beherrschenden Rat und verdrängten Zünfte und Handwerkerschaft von der Macht. Ergebnis war eine Aristokratie, gegenüber der die Mehrzahl der Einwohner kaum politischen Einfluss hatte, die sogenannte Städtearistokratie.
Mit dieser Annäherung der bürgerlichen Notabeln an die Lebensweise des Adels und der zunehmenden Abschottung gegenüber Aufsteigern bildete sich in den Städten der frühen Neuzeit das Patriziat, ein Begriff, der in der Renaissance eingeführt wurde, vergleichbar dem Patriziat in der italienischen Signoria, etwa den venezianischen Nobilhòmini. Wie diese – und im Unterschied zum sonstigen Landadel im Alten Reich – blieben die Patrizier aber zumeist auch wirtschaftlich tätig, überwiegend im Fernhandel, teils auch im Bergbau (Salzrenten). Seit dem Spätmittelalter engagierten sich manche Patrizier auch in dem zunehmend lukrativen Söldnerwesen. Schweizer Söldner, sogenannte Reisläufer, galten bis ins 16. Jahrhundert als besonders effektive Kampfkräfte. Die sozial ähnlich strukturierte englische Gentry lebte im Unterschied dazu hauptsächlich von Pachteinnahmen, der Landadel von den Abgaben der Hörigen.
Da die Schweiz bis zum Westfälischen Frieden 1648 offiziell Teil des Heiligen Römischen Reichs war, verlieh der römisch-deutsche Kaiser den Reichsadelsstand nicht selten auch an schweizerische Geschlechter. Der Freistaat der Drei Bünde blieb sogar bis 1798 ein Teilstaat des Alten Reiches, war aber zugleich seit 1499 ein Zugewandter Ort der Alten Eidgenossenschaft. Nach Aufhebung der fürstbischöflichen Churer Landesherrschaft durch die Ilanzer Artikel 1524/26 besetzten dort die weitverzweigten Ministerialengeschlechter von Salis und von Planta die meisten Ämter.
Wenige Jahre nach der Loslösung vom Reich (1648) schuf etwa Bern eine eigene gesellschaftliche Rangordnung, die sich nicht nach dem Adelsrecht im Reich richtete. 1651 wurde innerhalb der gesamten Einwohnerschaft die Abstufung in Patrizier, Burger und Hintersassen (Stadtbewohner ohne politische Rechte) vorgenommen. Innerhalb der Kategorie der Patrizier (Regierende) wurde zudem eine offizielle Rangordnung geschaffen, welche die drei Prädikate Wohledelfest, Edelfest und Fest umfasste. Diese basierte auf Adelsnachweisen, Briefadel, dem Schultheissenamt und diplomatischen Aufträgen (temporär). Gleichzeitig verliehen jedoch auch ausländische Mächte wie Frankreich, Preußen oder der Heilige Stuhl Adelstitel an in ihren Diensten stehende Schweizer. Ende 17. Jahrhundert stieg zum Beispiel die Anzahl neuer, im Ausland erworbener Adels- und Freiherrendiplome im Berner Patriziat rasch an, weshalb der Grosse Rat der Stadt und Republik Bern 1731 beschloss, dass alle Diplomata, sie seyen dissmahlen vorgewiesen worden, oder andern die gegenwärtig nit bekannt, in unseren Statt und Landen keine Kraft noch Gültigkeit haben sollen und weiterhin 1737, dass das Prädikat Edelfest auf Anfrage ausnahmslos allen regimentsfähigen Geschlechtern gestattet werden solle; 1783 erliess der Grosse Rat ein Dekret, wonach allen regimentsfähigen Geschlechteren von Bern erlaubt und freigestellt sei, das Adelsprädikat zu führen; davon machten bis 1798 lediglich 16 regierende Geschlechter Gebrauch. Im bis 1848 von Preußen in Personalunion regierten Neuenburg wurden bis ins 19. Jahrhundert viele Patrizierfamilien vom preußischen König in den Briefadel aufgenommen.
Formell verloren die «Gnädigen Herren» in den Städten der Schweiz ihre Macht vorübergehend mit der Helvetischen Republik und definitiv mit den liberalen Revolutionen in den 1830er und 1840er Jahren, (Regeneration 1831 und Sonderbundskrieg 1847). Die ehemaligen Patrizierfamilien spielten aber noch bis zum Beginn des 20. Jahrhunderts eine wichtige Rolle in der Schweiz, insbesondere in den Städten, und konnten ihren Einfluss in der Schweizer Politik und Wirtschaft über lange Zeit erhalten. Es gab noch bis zur zweiten Hälfte des 20. Jahrhunderts Personen, die als typische Patrizier bezeichnet wurden, zum Beispiel Elisabeth de Meuron aus Bern und Gonzague de Reynold aus Freiburg.
Die alten Patrizierfamilien behielten in einigen Kantonen auch nach 1848 ihren Zusatz von. Es ist in der Schweiz nicht einfach, alten Adel (Grafen von Erlach, Grafen von Hallwyl, Freiherren von Bonstetten), neuzeitliches, briefadeliges Patriziat (von Graffenried, von Wattenwyl) und nicht-adelige Herkunftsnamen (von Gunten, von Siebenthal) zu unterscheiden. Dem deutschen von entspricht in der Westschweiz de, wie de Reyff, de Watteville etc. Adelstitel wie Graf oder Freiherr werden in der Schweiz allenfalls inoffiziell geführt, nicht aber im Pass oder in behördlichen Dokumenten.

## Dreizehn Alte Orte

### Zürich

#### Zürich (Stadt)
Bodmer • Bonstetten (Zürcher Linie † 1606) • Brun • Bürkli • Escher vom Glas • Escher vom Luchs • Hirzel • Holzhalb • Keller vom Steinbock • Kilchsperger • Landenberg • Landolt • Manesse († 1. Hälfte 15. Jh.) • Meiss • Meyer von Knonau • Mülner • Muralt • Oeri • Orelli • Schmid von der Kugel (Zürcher Linie † 1864 ausgestorben) • Pestalozzi • Werdmüller

#### Winterthur
Goldschmid • Graf • Hafner • Hegner • Hettlinger • Kaufmann • Meier • Steiner • Sulzer (1408) • Winman (vor 1400) • Ziegler

### Bern

#### Aarau
Hunziker • Meyer • Rothpletz • Schmuziger

#### Lenzburg
Hünerwadel • Spengler • Strauss

#### Zofingen
Ringier • Senn • Thut

#### Brugg
Zimmermann • Frölich • Frey, u. a. – (18. Jh.)

#### Waadt
de Crousaz • de Gingins • de Goumoëns • de Mestral • de Sacconay

### Luzern
Nach der Schlacht bei Sempach 1386 traten die regimentsfähigen Familien der Stadt Luzern, von Rudolf von Habsburg einst zum ritterlichen Dienst für würdig erklärt, die Rechtsnachfolge der Grafen von Habsburg an. Im 16. Jahrhundert errichteten sie eine aristokratische Verfassung und erschwerten zunehmend den Zugang zum Kreis der regierenden Kleinratsfamilien. So in den Jahren 1571, 1588, 1648 und schliesslich mit dem Fundamentalgesetz von 1773. Neben den ähnlich regierten Orten Bern, Freiburg und Solothurn besass Luzern das konzentrierteste Patriziat, da es sich nur auf etwa 30 an der Regierung beteiligten Familien beschränkte. Ihre Glieder hatten den Anspruch auf den in Luzern gebräuchlichen Titel Junker und die neunzinkige Souveränitätskrone, meist eine Laubkrone (vier Erdbeerblätter und fünf Perlen), wie sie in den aristokratisch regierten Stadtrepubliken typisch war. Viele dienten in ausländischen Schweizerregimentern, bekleideten hohe militärische Ränge und hatten diplomatische Funktionen inne. Einige der noch heute blühenden Kleinratsfamilien wurden zwischen 1442 und 1858 mit Adelsdiplomen ausgestattet, so die am Rhyn, Göldlin von Tiefenau, Mayr von Baldegg, Meyer von Schauensee, Pfyffer von Altishofen, Schumacher, Schwytzer von Buonas, Segesser von Brunegg und von Sonnenberg. Sie alle haben ihre Stellung vorwiegend als Akademiker im beruflichen und gesellschaftlichen Leben bewahrt. Die Tatsache, dass Luzern katholischer Vorort war und nur wenige Familien zum Patriziat gehörten, führte dazu, dass ein grosses Potential der Politik und dem Militär entzogen war, da viele Mitglieder geistlichen Standes waren. Dies betraf insbesondere die Karrieren im Ausland insbesondere in Frankreich, wo die drei Städte Bern, Freiburg und Solothurn schon auf Grund ihrer geographischen Lage grosse Konkurrenten waren.
Die Jahreszahlen in der folgenden Liste bedeuten der Reihe nach: Erste Erwähnung, Eintritt in die Regierung, ausgestorben (†). Die noch blühenden Familien sind kursiv gestellt.
1. an der Allmend, 1495, 1606,† 1829; 2. Balthasar (von), 1531, 1598; 3. Bircher, 1500, 1525, † 1791; 4. Cysat, 1538, 1659, † 1802; 5. Dulliker, 1522, 1564, † 1820; 6. Dürler, 1570, 1633,† 1847; 7. Entlin, 1522, 1640, † 1822; 8. Feer, 1372, 1433, † 1794; 9. von Fleckenstein, 1462, 1516, † 1833; 10. zur Gilgen, 1428, 1475; 11. Göldlin v. Tiefenau, 1387, 1655; 12. Haas, 1373, 1423, † 1796; 13. Hartmann (von), 1424, 1671; 14. von Hertenstein, 1213, 1413, † 1853; 15. Keller (von Kellern), 1584, 1677, † 1865; 16. Krus, 1483, 1565, † 1805; 17. Mayr v. Baldegg, 1452, 1517; 18. Meyer v. Schauensee, 1468, 1581; 19. Mohr (von), 1436, 1521, † 1913; 20. Peyer im Hof, 1300, 1730, † 1842; 21. Pfyffer v. Altishofen, 1322, 1509; 22. am Rhyn, 1518, 1564, 23. Rüttimann (von), 1565, 1774, † 1873; 24. Schnyder v. Wartensee, 1350, 1715; 26. Schumacher (von), 1431, 1568; 27. Schwytzer v. Buonas, 1527, 1633; 28. Segesser v. Brunegg, 1241, 1564; 29. von Sonnenberg, 1357, 1480.
Weitere Familien sind: Helmlin †; Holdermeyer †; Krebsinger †; von Moos; Ritzi

### Uri
Arnold von Spiringen • von Beroldingen • Bessler • Crivelli • Imhof • Jauch (Urner Geschlecht) • Kuon • Lusser • Müller • Püntener • von Roll • Schmid • Schmid von Bellikon • Stricker • Tanner • Troger • Zumbrunnen • Zweyer von Evenbach (Adelsgeschlecht)

### Schwyz
Ab Yberg • Auf der Maur • Büeler • Reding • Weber

### Unterwalden
Achermann • von Flüe • Imfeld • Keyser • Leuw († 1970) • Lussi • Omlin • Risi • Stockmann • Stulz • Wirz • Wyrsch • Zelger

### Zug
Zurlauben

### Freiburg
d’Alt • d’Affry • d’Amman • de Boccard • de Bourgknecht • de Buman • de Castella • de Chollet • de Diesbach • de Duens / de Duding [du Dyn] • d’Englisberg • de Faucigny • de Fégely • de Gady • Griset de Forel • de Gottrau • von Kessler • de Landerset • de Lanthen-Heid • de Lenzbourg • von Maggenberg († 1370) • de Maillardoz • de Montenach • Mossu • d’Odet • de Praroman • de Raemy • de Ratzé • de Reynold • de Reyff • de Rich • Rudellad • de Saydor / von Seedorf • de Schroeter • de Techtermann • de Tiefenthal • de Vevey • de Weck • von der Weid • de Werro • Zellweger

### Solothurn[4][5]
Arregger (von Wildensteg) (Alternative Schreibweise: Aregger) († 1834) • Byss (Biso, Byso, Bysa) († 1836) • Besenval (von Brunnstatt) (Bösenwald) († 1927) • Bieler • Glutz (Glutz von Blotzheim, Glutz-Ruchti) • Greder (von Wartenfels) († 1751) • Grimm (von Wartenfels) († 1856) • Kiefer (Kieffer, Küffer) • von Roll  • vom Staal (von Staal, vom Stall) († 1787) • Surbeck • (von) Sury • (von) Tugginer • von Vigier (de Vigier, Vigier von Steinbrugg) • Voitel • Wallier (von Wendelstorf) (Valier, Vallier) († 1887)

### Basel
Bernoulli • Burckhardt • Frey • Merian • Iselin • Liechtenhan • Preiswerk • Sarasin • Staehelin • Schlumberger • Seyler • Socin (Sozzini) • Vischer

### Schaffhausen
Am Stad • Brümsi • Cron • von Fulach • von Mandach • von Meyenburg • Peyer (im Hof) • Peyer (mit den Wecken) • von Stokar • Stokar von Neuforn • im Thurn • von Waldkirch • Ziegler

### Appenzell
Brugger • Geiger • Sutter • Zellweger

## Zugewandte Orte

### Biel
Dachselhofer • Wyttenbach • Blösch

### St. Gallen
Hunger • Falck • Varnbüler • Zollikofer von Altenklingen

### Drei Bünde
Abis • Aspermont • Bavier • Beeli • Belmont • Brügger • Buol • Cabalzar • Capol/Capaul • Caprez • Castelberg • Castelmur • Caviezel • Ehrenfels • Enderlin • Flisch von Scheidt • Florin • Frauenberg • Gugelberg von Moos • Guler • Haldenstein • Jecklin • Jenatsch • Jochberg • Juvalt • Latour • à Marca • Marmels • Mont/Demont • Montalt • Planta • Raschèr • Ringg von Baldenstein • Rosenroll (aus Thusis) • Ruinelli • Ruchenberg/Ruhenberg • Salis • Scarpatetti • Schauenstein • Schmid • Schorsch • Sprecher von Bernegg • Travers • Tscharner • Übercastel • Unterwegen

### Wallis
Barberini • Burgener • de Cocatrix • de Courten • Supersaxo • In-Albon • Roten • de Preux • de Kalbermatten • Kuntschen • von Riedmatten • de Rivaz • de Roten • de Sépibus • de Torrenté • de Werra • de Wolff

### Genf
Necker • Rilliet

### Fürstentum Neuenburg
de Bellevaux • de Chambrier • de Meuron • Du Paquier • de Pury

## Schirmherrschaften (Protektorate)

### La Neuveville
Chiffelle (Tschiffeli) • Imer • von Ligerz • Rosselet-dit-Charpillod

## Gemeine Herrschaften

### Thurgau
von Spiegelberg • von Streng